# La nave degli uomini perduti
La nave degli uomini perduti (Das Schiff der verlorenen Menschen) è un film del 1929 diretto da Maurice Tourneur. La pellicola, di produzione franco-tedesca, ha come protagonista Marlene Dietrich.

## Trama
Morain, molto probabilmente un delinquente evaso, ottiene un passaggio alla volta del Brasile a bordo del veliero condotto dal violento capitano Vela. L’equipaggio è in gran parte composto da uomini dal passato non irreprensibile, reclutato in parte da un locale malfamato a poca distanza dal porto. Il giovane dottor Cheyne, americano, si trova per caso a soccorrere un marinaio contuso in seguito ad una rissa, in procinto di imbarcarsi sul veliero: lo segue sull’imbarcazione, che salpa senza che egli se ne accorga, trovandosì così imbarcato suo malgrado. A bordo, stringe amicizia col cuoco Grischa. Una notte, in pieno oceano, essi notano il relitto di un aereo a poca distanza dallo scafo, e ne portano in salvo l’occupante, Ethel Marley, la giovane figlia di un miliardario americano. Su consiglio di Grischa decidono di non rivelare la presenza della naufraga, per proteggerla dalle probabili violenze a cui andrebbe incontro da parte del capitano e del resto della ciurma.
Nel frattempo Morain convince l’equipaggio ad ammutinarsi, facendo loro balenare d’innanzi la ricchezza che ciascuno avrebbe ottenuto impadronendosi delle preziose merci contenute nelle stive del veliero: Il capitano Vela viene gettato a mare, e Morain assume ora il controllo della nave. Ethel, la cui presenza a bordo viene scoperta, Cheyne, Grischa ed i pochi membri dell’equipaggio contrari all’ammutinamento e all’omicidio di Vela sono ora in pericolo di vita, essendo suscettibili di essere eliminati a loro volta in quanto testimoni del delitto. Si sviluppa allora un movimentato inseguimento all’interno del veliero, quando Grischa riesce a mandare l’SOS, tramite segnali luminosi, ad un transatlantico che incrocia in quel tratto di mare: in procinto di essere braccati: i “buoni” vengono tratti in salvo dalle scialuppe del transatlantico, ed il resto della ciurma viene arrestato.